# Аниезе ди Монтефелтро
Аниезе ди Монтефелтро (на италиански: Agnese di Montefeltro; * 1470, Губио; † 1 април 1523, Рим, Папска държава) от рода Да Монтефелтро е принцеса от Урбино и чрез брак херцогиня на Палиано.

## Произход
Тя е най-малкото дете на Федерико да Монтефелтро (* 1422, † 1482), херцог на Урбино, и на втората му съпруга Батиста Сфорца (* 1446, † 1472). Нейни дядо и баба по бащина линия са Гуидантонио да Монтефелтро, граф на Урбино, и Елизабета дели Акомандучи или Бернардино Убалдини дела Карда и Аура да Монтефелтро, а по майчина – Алесандро Сфорца, кондотиер, вицемаркиз на Анконската марка (1433), господар на Пезаро (1445 – 1773), господар на Градара и Кастелнуово (1464), велик конетабъл на Неаполитанското кралство (1462), и Костанца да Варано. Има един брат и пет сестри:
- Аура († млада)
- Джиролама († 1482)
- Джована (*1463, † 1514), херцогиня на Сора и Арче, господарка на Сенигалия като съпруга на Джовани дела Ровере, племенник на папа Сикст IV
- Елизабета (* 1464, † 1510), господарка на Римини като съпруга на Роберто Малатеста,  монахиня
- Костанца (* 1466, † 1518), графиня на Марсико като съпруга на Антонело да Сансеверино, управител на Салерно
- Гуидобалдо (* 1472, † 1508), последният мъжки представител на рода, херцог на Урбино, съпруг на Елизабета Гонзага.

Има и двама полубратя и една или две полусестри от извънбрачни връзки на баща си.

## Биография
Почти нищо не се знае за детството на Аниезе, която, след като губи майка си през 1472 г. и баща си през 1482 г., е поверена на грижите на по-големите си сестри под опеката на чичо си Отавиано Убалдини дела Карда. Възможно е хуманистът Веспасиано да Бистичи, бивш уредник на библиотеката на херцог Федерико и учител на последния му син Гуидубалдо, също да е бил отговорен за нейното образование. Въпреки това образованието, получено в двора на Урбино, и влиянието на жените от нейното семейство, допринася за формирането на характера на Аниезе, която остана в контакт със средата на Урбино през целия си живот. Тя обича литературата и изкуството. 
През 1489 г. се омъжва за Фабрицио Колона, глава на семейството на клона Дженацано-Палиано на важната римска баронска линия Колона. Брачният договор, уговорен предходната година, предвижда заплащането на зестра от 12 000 златни флорина. Този брак е част от стратегия за консолидиране на мрежа от брачни и фракционни съюзи на Монтефелтро с Дела Ровере, Сансеверино, Малатеста, Гонзага и Колона. От друга страна връзката с Колона датира от годините на понтификата на Мартин V, когато Гуидантонио да Монтефелтро, баща на Федерико, се жени за Катерина Колона, племенница на папата.
През 1490 г. се ражда първото дете на двойката – Витория, бъдеща маркиза на Пескара и известна поетеса; тя е последвана от Фердинандо, който започва църковна кариера, Федерико, кондотиер, и Асканио, който е сред главните герои на италианската политическа и военна сцена между 1520 и поне 1545 .
Вероятно веднага след сватбата Аниезе избира за свой дом Палат „Колона“ в Марино близо до Рим, а не Палат „Колона“ близо до пл. „Сантисими Апостоли“ в Рим. През следващите години превръща града в седалище на малък двор по модела на този в Урбино. Превръщането на резиденцията на Колона от каструм в истински ренесансов дворец вероятно се дължи на нейната инициатива. Поводът за обновяването е даден както от щетите, причинени от сблъсъците, които кулминират през 1484 г. между Колона и рода Риарио, роднини на папа Сикст IV, на които той трябва да отстъпи замъка и които също карат протонотария и брат на Фабрицио, Лоренцо Одоне, да бъде обезглавен, така и от щетите особено по време на войната от 1501 г., когато французинът Обини опожарява града. Изглежда, че Донато Браманте е допринесъл за архитектурата на двореца в Марино, както и като архитект на изграждането на нимфеум в гората около двореца Колона в Дженацано. Въпреки че в момента няма изрични следи за пряка връзка с Браманте, в завещанието на Аниезе се споменава сред най-близките служители Антонио Браманте с псевдоним „Рошо да Урбино“, вероятно негов роднина. Няма съмнение обаче относно намесата в Марино на Антонио да Сангало Млади, ученик на Браманте.
Архитектурното и художествено развитие на двора в Марино, обективно скромен, но значим в контекста на провинцията и на каструмите, принадлежащи на римските баронски родове, би трябвало да се свърже с постоянството на Аниезе в малкия център на Лацио и с нейната роля като внимателна администраторка на земите и на социалната политика и политиката на Колона – роля, засилена от продължителното отсъствие на нейния съпруг, който разделя времето си между ангажименти на бойните полета и неаполитанската си резиденция. Дворът на Аниезе а Марино е домакин на много видни политически фигури, като Елизабета Гонзага, Изабела д’Есте и нейния брат Алфонсо I, херцог на Ферара, бягащи от Рим след конфликта с папа Юлий II през 1511 г. Херонимо Вич и Хуан Мануел, посланици на Фердинанд II Арагонски и на император Карл V съответно между 1507 и 1522 г., и Хуго де Монкада, бивш вицекрал на Сицилия и генерал на императора, също отсядат там. Ако изборът на Марино от главните представители на императорската партия в Италия може да се проследи до ролята, която Колона изиграват по време на Италианските войни, все пак на Аниезе, в отсъствието на нейния съпруг, трябва да се припише поне отчасти управлението на тези взаимоотношения.
И кореспонденцията и трудовете на някои от хуманистите, които се възползват от покровителството на Колона, ясно показват, че Марино започва през онези години да приема външния вид на други резиденции на Колона, разположени както в Рим, в двореца в съседство с църквата „Св. Апостоли“, и в Неапол, в сградата на ул. „Мецоканоне“, както и в по-малки центрове като Дженацано и Субиако. Сред писатели хуманисти, близки до Аниезе, е пътешественикът Лудовико де Вартема, който, наричайки я „единственият наблюдател на забележителните неща и любител на всички добродетели“, й посвещава своето „Пътешествие“ (Itinerario). Вероятно още през годините на пребиваване в Марино дъщеря й Витория започва хуманистичното си образование, което по-късно се разширява до Неапол и Иския.
Аниезе живее с децата си в Марино. През 1501 г. французите нахлуват отново в Папската държава и изгарят Марино. Тя успява да избяга с децата си на остров Иския, където са приети от Костанца д’Авалос, лелята на годеника на дъщеря ѝ Витория. Фабрицио е пленен, но е откупен. През 1503 г. семейството се установява в Неапол. В техния палат се срещат учените, хората на изкуството и дипломатите.
Тя умира като вдовица през 1522 г. при връщане в Рим от поклонничество в светилището на Лорето.

## Брак и потомство
∞ 20 януари 1488 за Фабрицио Колона (* ок. 1450, Рим, † 15 март 1520, Аверса) от рода Колона, първи херцог на Палиано, граф на Талякоцо (1497), италиански кондотиер и велик конетабъл на Кралство Неапол (1512), от когото има четирима сина и две дъщери:
- Витория Колона (* април 1490 или 1492, Марино, † 25 февруари 1547, Рим), италианска поетеса и чрез брак маркиза на Пескара, ∞ 27 декември 1509 за Фернандо Франческо д’Авалос (1489/1490 – 1525), маркиз на Пескара, от когото няма деца
- Федерико Колона (* 1497, † 1516), генерален капитан на кавалерията
- Асканио I Колона (* 1500, † 1557), 2-ри херцог на Палиано, вицекрал на Абруцо, велик конетабъл на Неаполитанското кралство, ∞ съпруг на Джована Арагонска
- Фердинадо Колона
- Марчело Колона
- Камило Колона

- Фабрицио Колона, съпруг
- Витория, дъщеря и известна поетеса
- Асканио I, син